# (1602) Индиана
(1602) Индиана (англ. Indiana) — типичный астероид главного пояса, который был открыт 14 марта 1950 года в рамках проекта IAP в обсерватории им. Гёте Линка и назван в честь американского штата Индиана и Индианского университета в Блумингтоне.

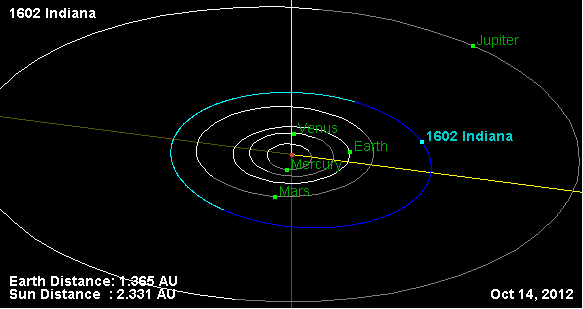
Орбита астероида Индиана и его положение в Солнечной системе